# 郑艺彬
鄭藝彬（1997年8月17日—），原名鄭銳彬，中國內地男歌手、影視及音樂劇演員。

## 生平
大學以表演專業第一名的成績錄取中央戲劇學院音樂劇表演系。2015年，主演微電影《302》，從而正式進入演藝圈。2018年1月，參加愛奇藝偶像男團競演養成類真人秀《偶像練習生》，最終獲得第16名。2019年4月10日，于個人微博宣佈正式更名為「鄭藝彬」；6月，以演唱成員身份參加湖南衛視美聲綜藝節目《聲入人心（第二季）》。

## 影視作品

### 微電影
| 上映年份 | 片名         | 角色   | 備註  |
| -------- | ------------ | ------ | ----- |
| 2015年   | 《302》      | 男主角 | [ 4 ] |
| 2015年   | 《只言片語》 | 男主角 | [ 5 ] |

### 網絡劇
| 播出年份 | 劇名               | 角色   | 備註     |
| -------- | ------------------ | ------ | -------- |
| 2021年   | 《灵域》           | 高宇   |          |
| 2021年   | 《喵喵汪汪》       | 沐白   | [ 6 ]    |
| 2022年   | 《時限三天愛上我》 | 單一凡 | 網絡短劇 |
| 待播     | 《吉星高照》       | 南風   |          |

### 音樂劇
| 首演年份 | 劇名                                   | 角色     | 備註   |
| -------- | -------------------------------------- | -------- | ------ |
| 2016年   | 《临界》                               | 程晓晖   |        |
| 2019年   | 《吉屋出租RENT》中文版                 | Roger    |        |
| 2020年   | 《春之覺醒》中文版                     | Melchior |        |
| 2021年   | 《陪你倒數 tick, tick... BOOM!》中文版 | Jonathan |        |
| 2021年   | 《白夜行》                             | 園村友彥 |        |
| 2022年   | 《唐朝詭事錄之曼陀羅》                 | 盧凌風   |        |
| 2023年   | 《卡拉馬佐夫兄弟》中文版               | 阿廖沙   |        |
| 2023年   | 《獵罪圖鑑》                           | 沈翊     |        |
| 2024年   | 《時光代理人·法則遊戲》                | 陸光     | [ 7 ]  |
| 2024年   | 《狂炎奏鳴曲》中文版                   | S        | [ 8 ]  |
| 2024年   | 《危險的憐憫》                         | 霍夫米勒 | [ 9 ]  |
| 2025年   | 《女神在看》中文版                     | 閃電     | [ 10 ] |

### 話劇
| 首演年份 | 劇名                     | 角色  | 備註 |
| -------- | ------------------------ | ----- | ---- |
| 2023年   | 《莎士比亞的羅茱》中文版 | 學生1 |      |

### 固定綜藝節目
| 播出年份 | 節目名稱               | 備注     |
| -------- | ---------------------- | -------- |
| 2018年   | 《偶像練習生》         | 參賽者   |
| 2019年   | 《聲入人心（第二季）》 | 演唱成員 |

## 音樂作品
| 發行時間       | 歌曲名稱                   | 備注                                     |
| -------------- | -------------------------- | ---------------------------------------- |
| 2018年10月26日 | 《旁白》                   | 自作詞曲                                 |
| 2020年5月8日   | 《路人甲與藝術家》         |                                          |
| 2020年7月9日   | 《一紙舊信》               | 電視劇《非處方青春》插曲                 |
| 2020年7月17日  | 《致大千世界中的平凡邂逅》 | 與鄭棋元                                 |
| 2021年2月5日   | 《不凡的信念》             | 與扎西頓珠、趙超凡                       |
| 2021年7月29日  | 《用我的方式愛你》         | 網絡劇《喵喵汪汪》插曲                   |
| 2021年7月29日  | 《前方高能請注意》         | 網絡劇《喵喵汪汪》插曲，與王珮寒、周川珺 |

## 偶像練習生參賽表現
| 播出日期      | 集數     | 節目內容 |
| 2018年1月19日 | 第一集   | 在節目中首次出場，初始自我評價為等級A                                                                                |
| 2018年1月26日 | 第二集   | 初登場表演，表演曲目《頭髮亂了》，獲得等級B                                                                          |
| 2018年2月2日  | 第三集   | 主題曲《Ei Ei》考核，再評定成績上升至等級A                                                                           |
| 2018年2月9日  | 第四集   | 組合對抗考核，表演《Can't Stop》，在A組擔任VOCAL，在表演現場獲得14票                                                 |
| 2018年2月16日 | 第五集   | 第一輪排名儀式，以865,664票獲得第25名                                                                                |
| 2018年2月23日 | 第六集   | 位置評價考核，選擇VOCAL位置並選唱《小半》                                                                            |
| 2018年3月2日  | 第七集   | 位置評價考核，與「凍壞你們」隊伍組員一起演唱《小半》，在表演現場獲得250票                                            |
| 2018年3月9日  | 第八集   | 第二輪排名儀式，以2,357,454票獲得第25名，並透過全民製作人投票安排主題考核表演《Dream》，最後卻因隊伍人數過多而遭換曲 |
| 2018年3月16日 | 第九集   | 主題考核，與「七龍珠」隊伍組員一起表演《聽聽我說的吧》，並擔任隊伍的CENTER，在表演現場獲得16票                       |
| 2018年3月23日 | 第十集   | 第三輪排名儀式，以1,068,909票獲得第20名，驚險進入最終的總決賽                                                        |
| 2018年3月30日 | 第十一集 | 導師合作賽，與「還沒想好」隊伍組員和張藝興合作，一起表演《Mask》                                                     |
| 2018年4月6日  | 第十二集 | 總決賽，表演《It's Ok》，擔任VOCAL，並與20強最後一起演唱《Forever》，最終以1,374,289票獲得第16名                     |

## 外部連結
- 郑艺彬的新浪微博